# 山本寺定長
山本寺定長（1519年4月13日—卒年不詳）是日本戰國時代的武將。山本寺上杉家當主。的父親。別名景定。

## 生平
在永正16年3月14日（1519年4月13日）出生。不動山城城主。最初與長尾氏爭鬥，不過之後臣從於擁立上杉定實為傀儡守護的長尾晴景。弘治元年（1555年），以上杉謙信家臣的身分，參加川中島之戰，並立下軍功。之後被派往越中國的戰線。元龜3年（1572年），為救援被一向一揆包圍的越中火宮城而出陣，但在神通川渡場的戰鬥中敗北。
之後充任謙信的養子上杉景虎的傅役。天正6年（1578年），在御館之亂時跟隨景虎並戰敗，之後放棄居城並失踪。家督由弟弟（一說是兒子）景長（孝長）繼任。

## 人物
- 根據天正3年（1575年）的軍役帳，作為上杉氏一門，被置於第6位家格。

## 外部連結
- 武家家伝＿山本寺氏 （页面存档备份，存于）